# Favipiravir
El favipiravir, també conegut com a T-705, Avigan o favilavir, és un fàrmac antiviral desenvolupat per Toyama Chemical (grup Fujifilm) del Japó amb activitat contra molts virus d'ARN. Com altres medicaments antivirals experimentals (T-1105 i T-1106), és un derivat de la pirazinecarboxamida. En experiments realitzats amb animals,el favipiravir ha mostrat activitat contra el virus de la grip, el virus del Nil Occidental, el virus de la febre groga, el virus de la febre aftosa del bestiar i altres flavivirus, arenavirus, bunyavirus i alfavirus. També s'ha demostrat l'activitat contra els enterovirus i el virus de la febre de la Vall de Rift. Favipiravir ha mostrat una eficàcia limitada contra el virus de Zika en estudis amb animals, però era menys efectiu que altres antivirals. L'agent també ha mostrat certa eficàcia contra la ràbia, i s'ha utilitzat de forma experimental en alguns humans infectats amb el virus.
Al febrer de 2020, favipiravir va ser estudiat a la Xina per al tractament experimental de la COVID-19. El 17 de març, els funcionaris xinesos van suggerir que el fàrmac havia estat eficaç en el tractament del COVID a Wuhan i Shenzhen.